# Sarcocheilichthys hainanensis
Sarcocheilichthys hainanensis är en fiskart som beskrevs av Nichols och Pope 1927. Sarcocheilichthys hainanensis ingår i släktet Sarcocheilichthys och familjen karpfiskar. IUCN kategoriserar arten globalt som otillräckligt studerad. Inga underarter finns listade i Catalogue of Life.